# Ali Bar
Ali Bar – wieś w zachodnim Iranie, w ostanie Kermanszah. W 2006 roku miejscowość liczyła 38 osób w 11 rodzinach.